# Hummelbergets naturreservat
Hummelbergets naturreservat är ett naturreservat i Norrtälje kommun i Stockholms län.
Området är naturskyddat sedan 2006 och är 70 hektar stort. Reservatet omfattar Hummelberget med våtmarker och en tjärn nednaför. Reservatet består av  barrskog, blandskog och sumpskog.